# Македонски-Брод
Маке́донски-Брод (макед. Македонски Брод) — небольшой город на западе Северной Македонии, центр одноименной общины Македонски-Брод.

## География
Город расположен в 26 километрах восточнее города Кичево в области Поречие на реке Треска.

## Население
По переписи 2021 года, Македонски-Брод населяют 3643 жителя.
| Национальность | Всего |
| македонцы      | 3725  |
| цыгане         | 3     |
| сербы          | 9     |
| бошняки        | 1     |
| другие         | 9     |